# 人質外交
人質外交（英語：Hostage diplomacy）是一種以扣押他國公民或本國公民作為人質的外交方式，用以威脅他國屈從於我方之立場，或作為談判或達成交換條件的手段。

## 古代
中國古代已有使用人質作為外交手段，春秋戰國時期盛行「質子外交」，戰國在互不信任的時局下，諸侯國之間為了結盟或達成合約，便要求對方領導人將自己的兒子或近親送來，在指定住處居住，作為結盟和訂立協議的交換條件，使對方反悔也有所顧忌。

## 現代

### 中国人质外交
37歲中國解放軍學者唐娟，於2019年12月入境美國時隱匿軍人身分，沒有在申請美國簽證時如實申報，她在美國被聯邦調查局起訴後，一度躲入中国驻旧金山总领事馆，於2020年6月24日終被美國警方逮捕。《華爾街日報》報導指唐娟被捕後，中國便透過包括美國駐中國大使館在內的各種管道向美國警告釋放在美國被捕的解放軍人員，否則在中國的美國人就會面臨相同情況。而美國國務院於同年9月發出旅遊警示，告誡美國人不要前往中國，因為中國會拘捕外國公民作為談判條件或報復措施。美國國務院表示「我們警告美國公民，商業糾紛、法院要求和解、政府進行調查的民刑案件，都可能有禁止離開中國的命令，直到案件解決為止。」主管國安事務的美國司法部助理部長戴莫斯表示「若中國想成為領導世界的大國，必須遵守法治，並停止綁架人質。」

#### 孟晚舟事件
華為公司現任副董事長兼首席財務官孟晚舟因為涉嫌欺詐於2018年12月1日在溫哥華被加拿大警方拘捕，並根據美加引渡協議，案件被呈交到加拿大法院進行引渡聆訊，中華人民共和國之後於12月10日以威脅國家安全為理由扣押康明凱和迈克尔·斯帕弗這兩名在中國工作的加拿大公民，另有一名加拿大女教師被以非法就業拘捕，加拿大批評此舉是人質外交，康明凱和斯帕弗成為了中國威逼加拿大釋放孟晚舟的棋子。2020年6月，中華人民共和國外交部發言人趙立堅在例行記者會上主動提起康明凱的妻子要求探望丈夫時稱：「加拿大司法部長有權在任何時刻終止孟晚舟的引渡程序……這樣做符合法治，也有利於解決兩位加拿大公民的問題。」惟加拿大總理杜魯多表示終止孟晚舟的引渡程序將衝擊加拿大法治，不會以此作為兩名加拿大公民獲釋的交換條件。加拿大又於2021年2月在聯合國大會上發起聯署，美國、日本、英國、澳洲，以及歐盟27個成員國幾乎所有成員都有支持，這份有57國簽署的宣言譴責部分國家進行人質外交。2021年9月24日，美國司法部與孟晚舟達成延後起訴協議，孟晚舟通過視頻在紐約布魯克林聯邦法庭出庭，承認曾就華為在伊朗業務誤導銀行，至於多項欺詐銀行的指控則不認罪。根據延後起訴協議，孟晚舟承認犯罪事實後，可獲延遲就其控罪的起訴程序，加拿大法院應美國司法部的要求終止對其的引渡聆訊，正在保釋的孟晚舟可離開加拿大，而在孟晚舟被捕後被中國當局一直羈押的康明凱與斯帕佛則於孟晚舟獲准離開加拿大的同日獲釋，使這宗由孟晚舟引渡案引發兩名加拿大公民被扣押的人質外交暫告一段落。加拿大退休外交官Colin Robertson指出，雖然中國當局否認孟晚舟與康明凱及斯帕佛被控刺探機密案有關係，但孟晚舟獲准保釋離開加拿大後康明凱與斯帕佛便隨即獲釋，中國明顯承認這兩名加拿大公民是人質。

### 美国人质外交
法国阿尔斯通前高管弗雷德里克·皮耶鲁齐在其书中暗示美国同样采取人质外交，其在接受CGTV采访时，将美国滥用长臂管辖的对其指控的行径与孟晚舟事件相比。此外，中国外交部指责美国是人质外交的开山鼻祖。

### 俄国人质外交
俄羅斯被指控劫持美國公民為人質，例如退伍軍人保羅·惠蘭和奧運會籃球冠軍布里特妮·格里纳。